# Ptilodexia carolinensis
Ptilodexia carolinensis là một loài ruồi trong họ Tachinidae.